# Heteroptilus attenuatus
Heteroptilus attenuatus är en kräftdjursart som först beskrevs av Georg Ossian Sars 1905.  Heteroptilus attenuatus ingår i släktet Heteroptilus och familjen Calanidae. Inga underarter finns listade i Catalogue of Life.